# Запоріжжя-Кам'янське
Запорíжжя-Кáм'янське (до 1924 року — Запоріжжя, у 1924—2017 роках — Баглій) — вантажна станція першого класу Дніпровської дирекції Придніпровської залізниці на перетині електрифікованих ліній Верхівцеве — Запоріжжя-Кам'янське — Нижньодніпровськ-Вузол та Запоріжжя-Кам'янське — Гребля між станціями Кам'янське-Пасажирське (4 км) та Сухачівка (15 км). Розташована в місті Кам'янське Дніпропетровської області. Поруч зі станцією пролягає автошлях національного значення Н08 (Бориспіль — Запоріжжя — Маріуполь).

## Історія
Станцію Запоріжжя-Кам'янське споруджено при прокладанні першої ділянки новозбудованої Катерининської залізниці та урочисто відкрито 18 (30) травня 1884 року. У складі Катерининської залізниці було побудовано Кам'янську гілку — від станції Запоріжжя (нині — Запоріжжя-Кам'янське) до шпалопросочувального заводу на березі Дніпра, при станції Тритузна. У 1892 році цей шпалопросочувальний завод було перенесено на станцію Кайдацька біля Катеринослава. Саме ці місця у 1887 році обрало для будівництва свого заводу новостворене, завдяки іноземному капіталу, Південно-Російське Дніпровське металургійне товариство. Через два роки завод розпочав роботу, а напередодні Першої світової війни він став найпотужнішим металургійним підприємством. 
У 1913 році в Кам'янському (тоді ще давнє козацьке село) налічувалось 40 тисяч осіб, а 1917 року — 60 тисяч, чим перевершило більшість повітових центрів і наблизилося до невеликих губернських. У цьому ж році, за Тимчасового уряду, воно нарешті отримало статус міста. У 1930-ті роки місто перейменовано на ідейно витриману назву —  Дніпродзержинськ. Головна лінія залізниці пролягає у цій місцевості по дніпровсько-сурському водоподілу, де різниця висот із берегом Дніпра складає близько 120 метрів. Саме це змусило вдатись до такого розвитку траси — з романківським тупиком, де поїзди змінювали напрямок руху. Це було незручно і навіть призводило до аварій.
Наразі прийнято пов'язувати слова «Запоріжжя», «запорізький» із містом Запоріжжя або Запорізькою областю, забуваючи при цьому, що місто до 1921 року мало назву Олександрівськ, а Запорізька область утворена лише 1939 року. Історично ж Запоріжжя — це землі від Південного Бугу до Кальміусу, від Орелі до дніпровських низів. Був період, коли вся Катерининська залізниця офіційно називалася Запорізькою — під час гетьманату Павла Скоропадського.
На старих світлинах є можливість побачити лише стіни першого поверху будівлі у неороманському стилі. Нині вони гладко тиньковані, а перед цим були обкладені кахлями. За цим проєктом на Катерининській залізниці було збудовано декілька вокзалів.
Кам'янською гілкою здійснювалися лише вантажні перевезення, регулярного пасажирського руху нею не було. На вокзал і з вокзалу пасажирів доправляли візники, розцінки яких під час осіннього та весняного бездоріжжя були найвищими.
1921 року місто Олександрівськ було перейменоване на Запоріжжя, в якому залізничні станції до 1934 року залишалися зі старою назвою Олександрівськ І та Олександрівськ ІІ. А станцію Запоріжжя біля Кам'янського у 1924 році було вирішено назвати на честь революціонера Гаврила Баглія — одного з перших радянських керівників залізниці.
Місцевим вокзалом станція слугувала 81 рік, аж до побудови Дніпродзержинська-Пасажирського (нині — Кам'янське-Пасажирське) у 1965 році.

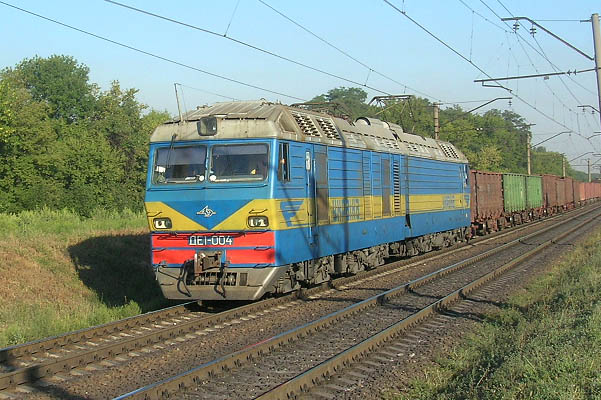
Вантажний поїзд поблизу станції Запоріжжя-Кам'янське
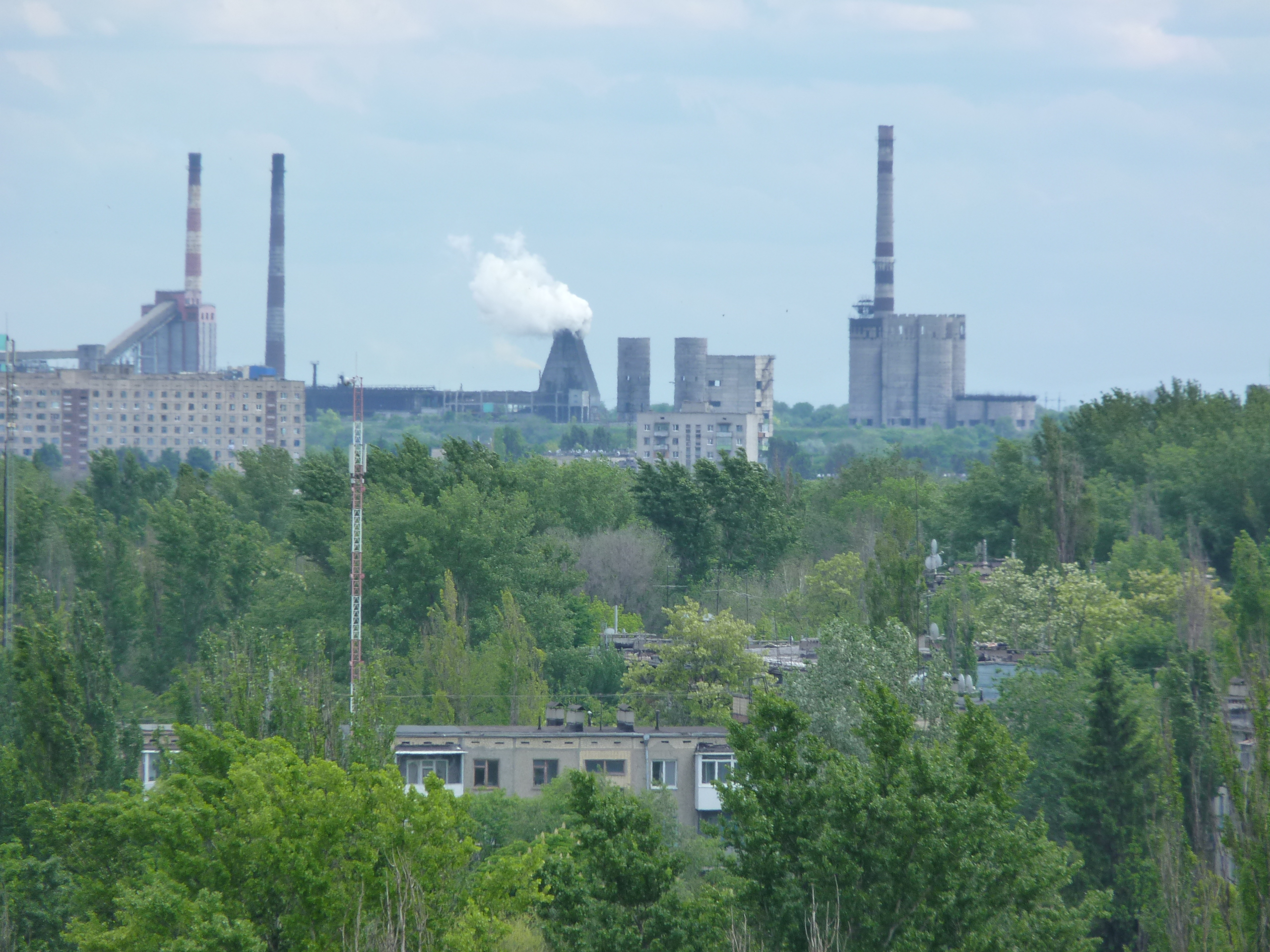
Краєвид на підприємство «Южкокс»

23 березня 2017 року, в ході декомунізації, станція отримала сучасну назву — Кам'янське-Пасажирське.

## Пасажирське сполучення
На станції Запоріжжя-Кам'янське зупиняються приміські електропоїзди у напрямках станцій Дніпро-Головний, Краматорськ, Кривий Ріг-Головний, П'ятихатки та Синельникове I.